# Velká Kobylanka
Velká Kobylanka je přírodní rezervace poblíž města Hranic v okrese Přerov. Oblast spravuje Agentura ochrany přírody a krajiny ČR. Důvodem ochrany je zachování původního porostu a krajinného rázu.

## Fotogalerie

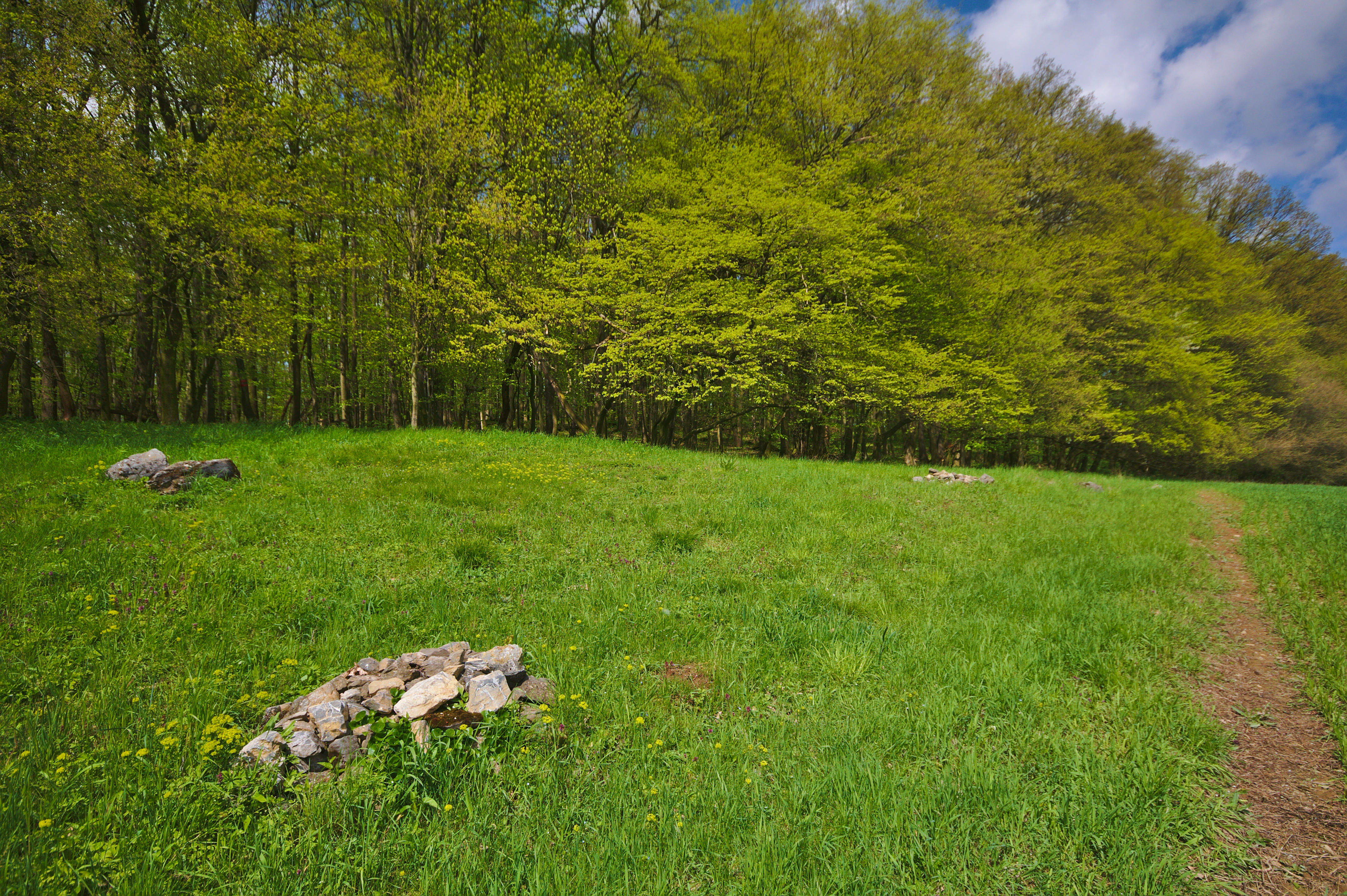
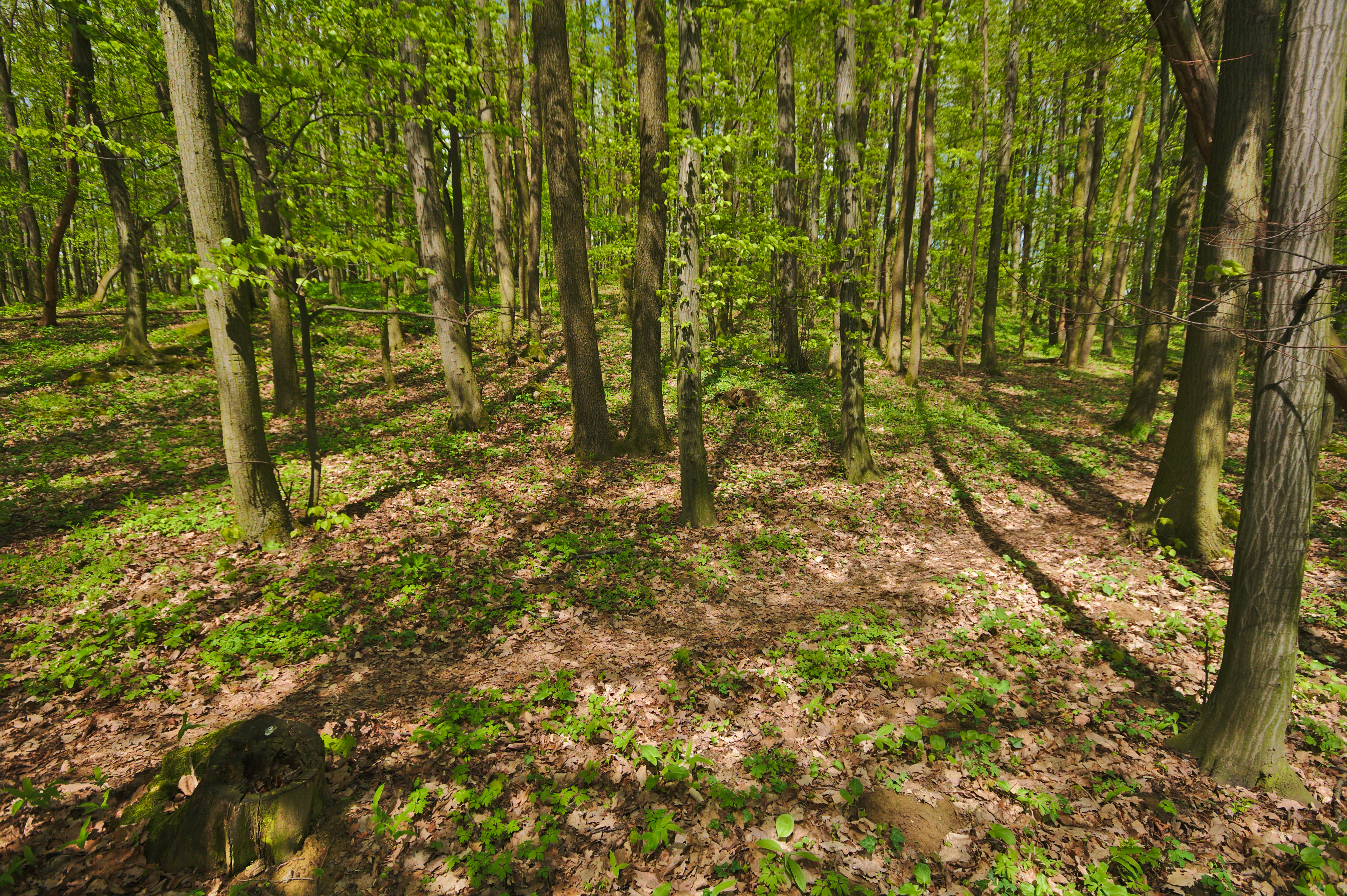
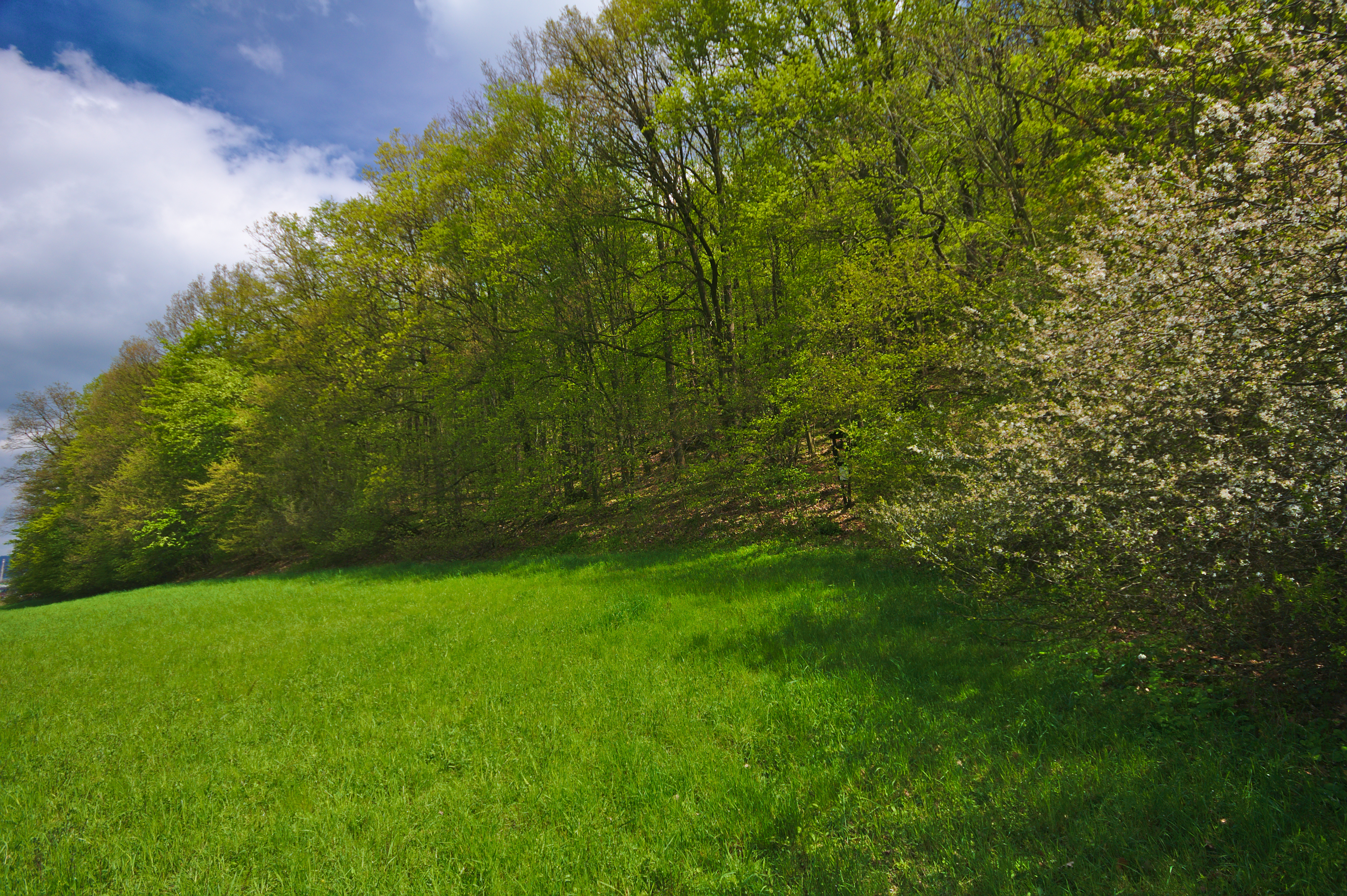
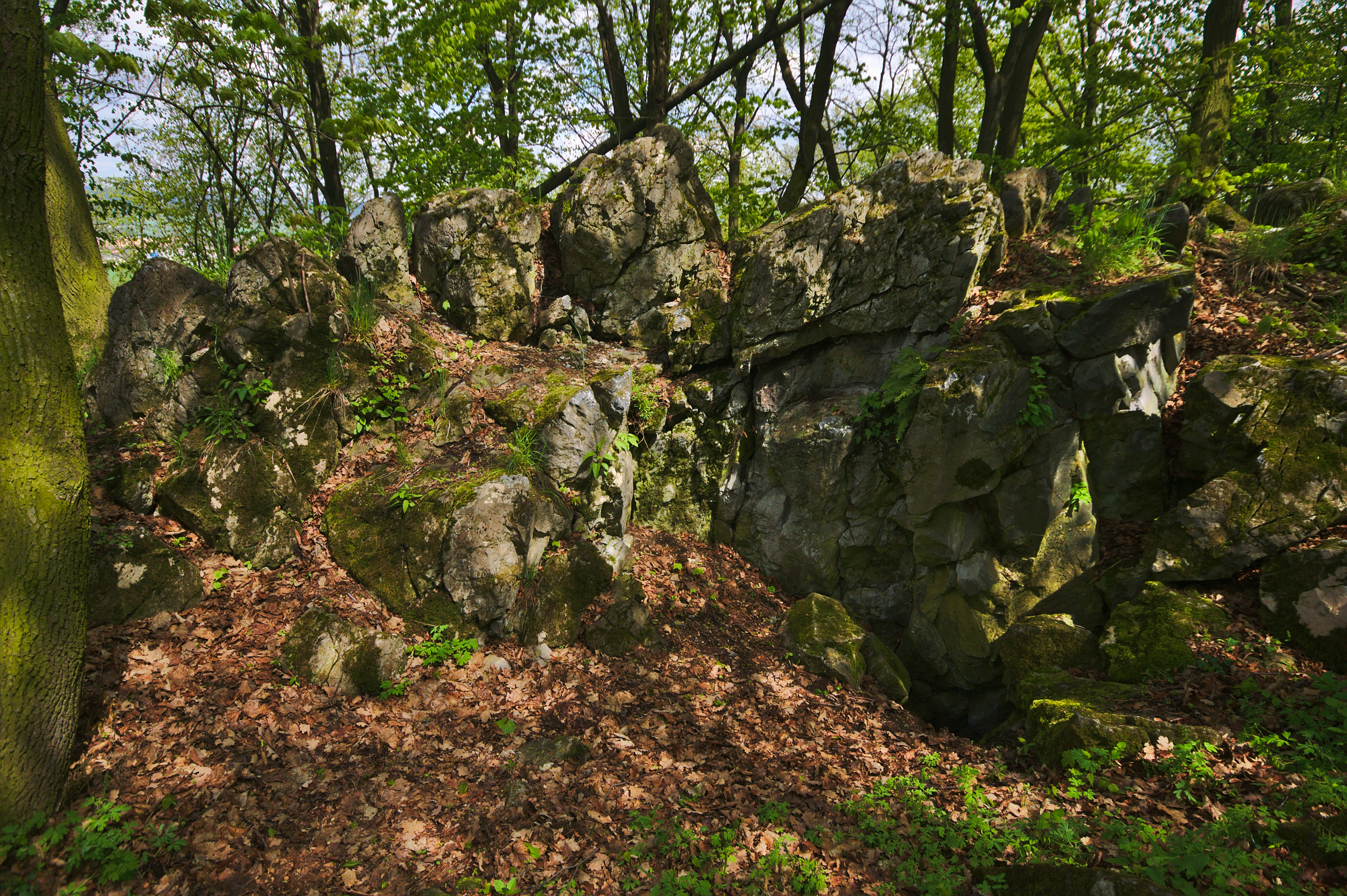
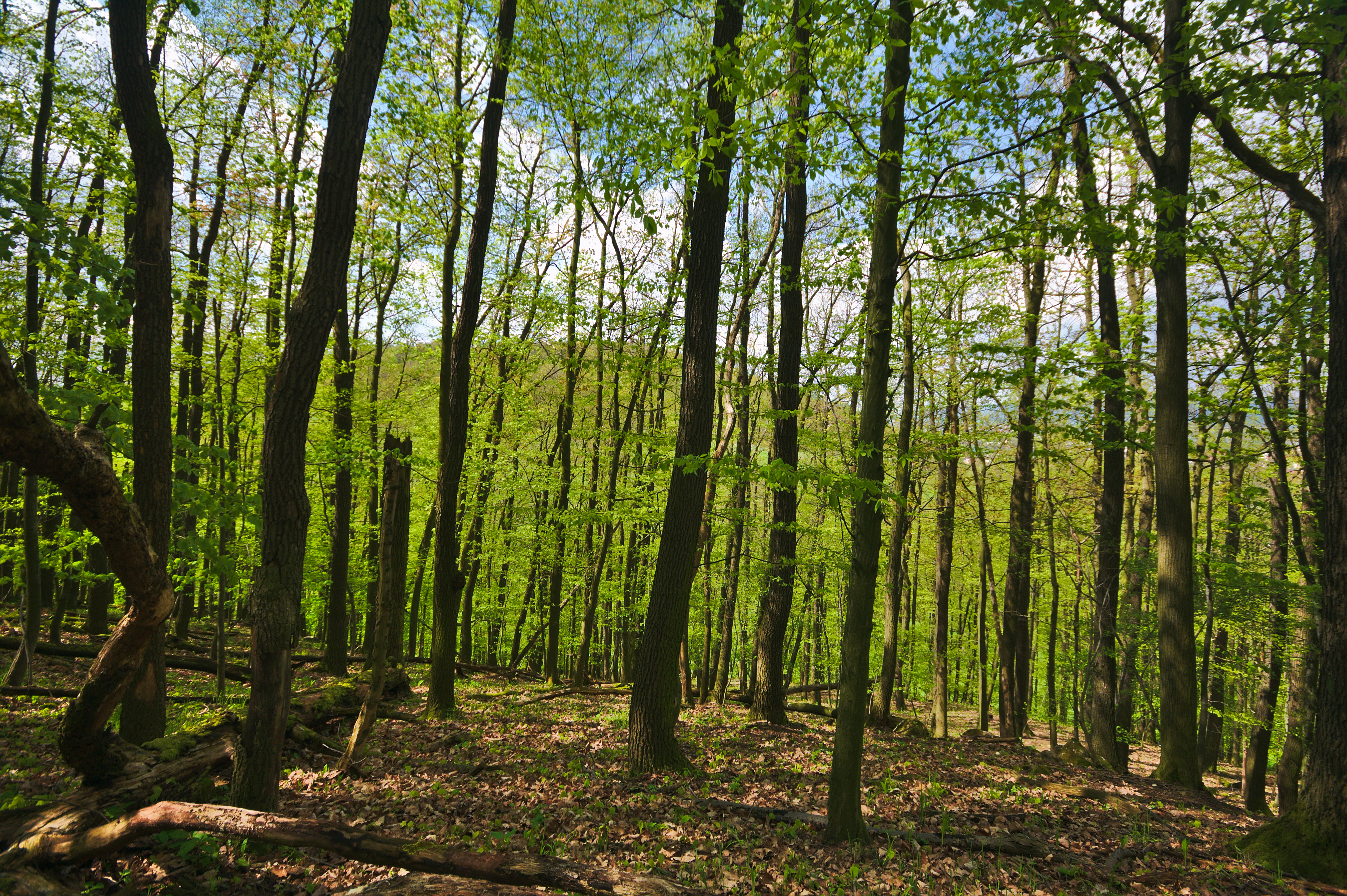
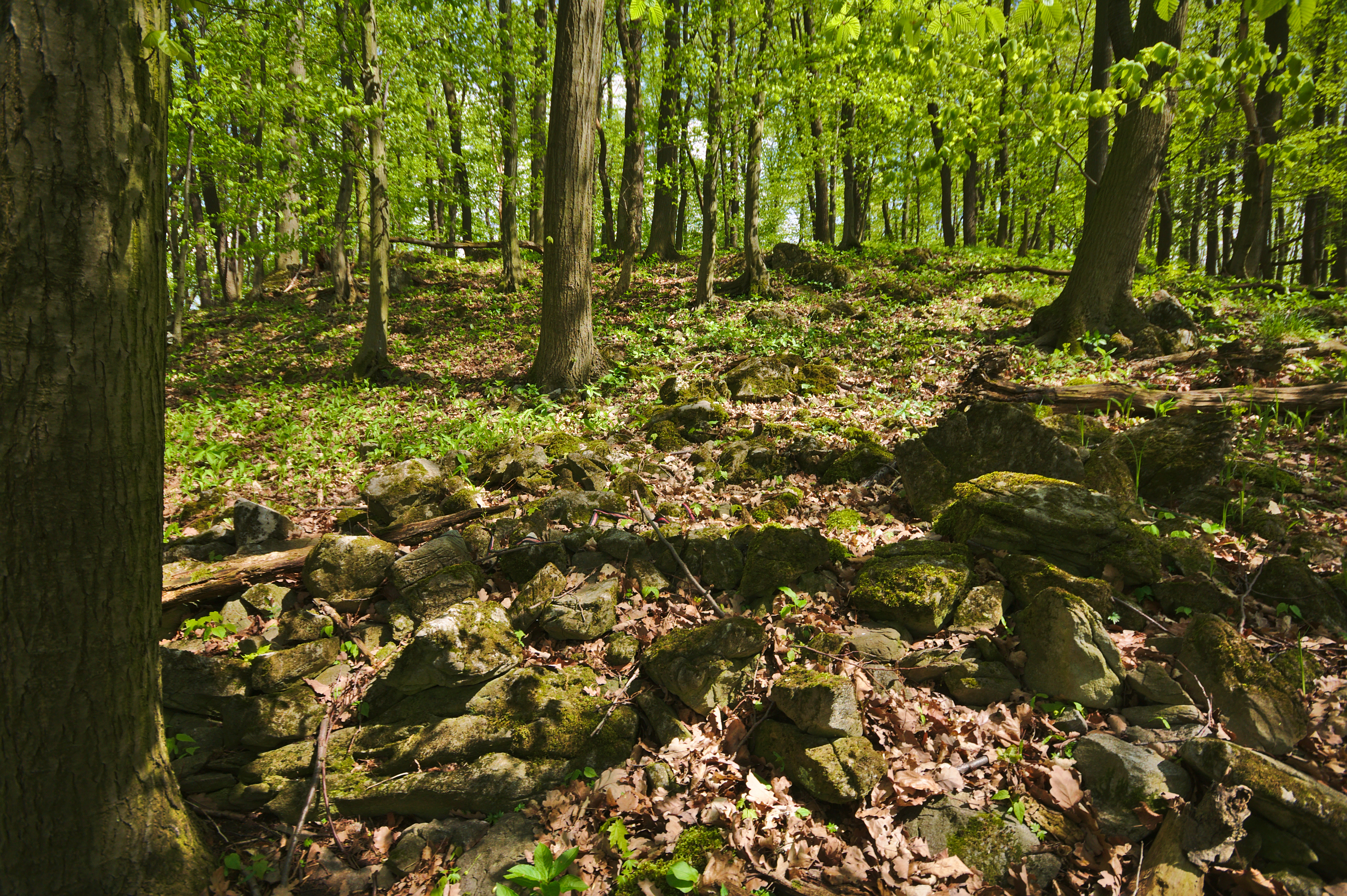